# A-8057

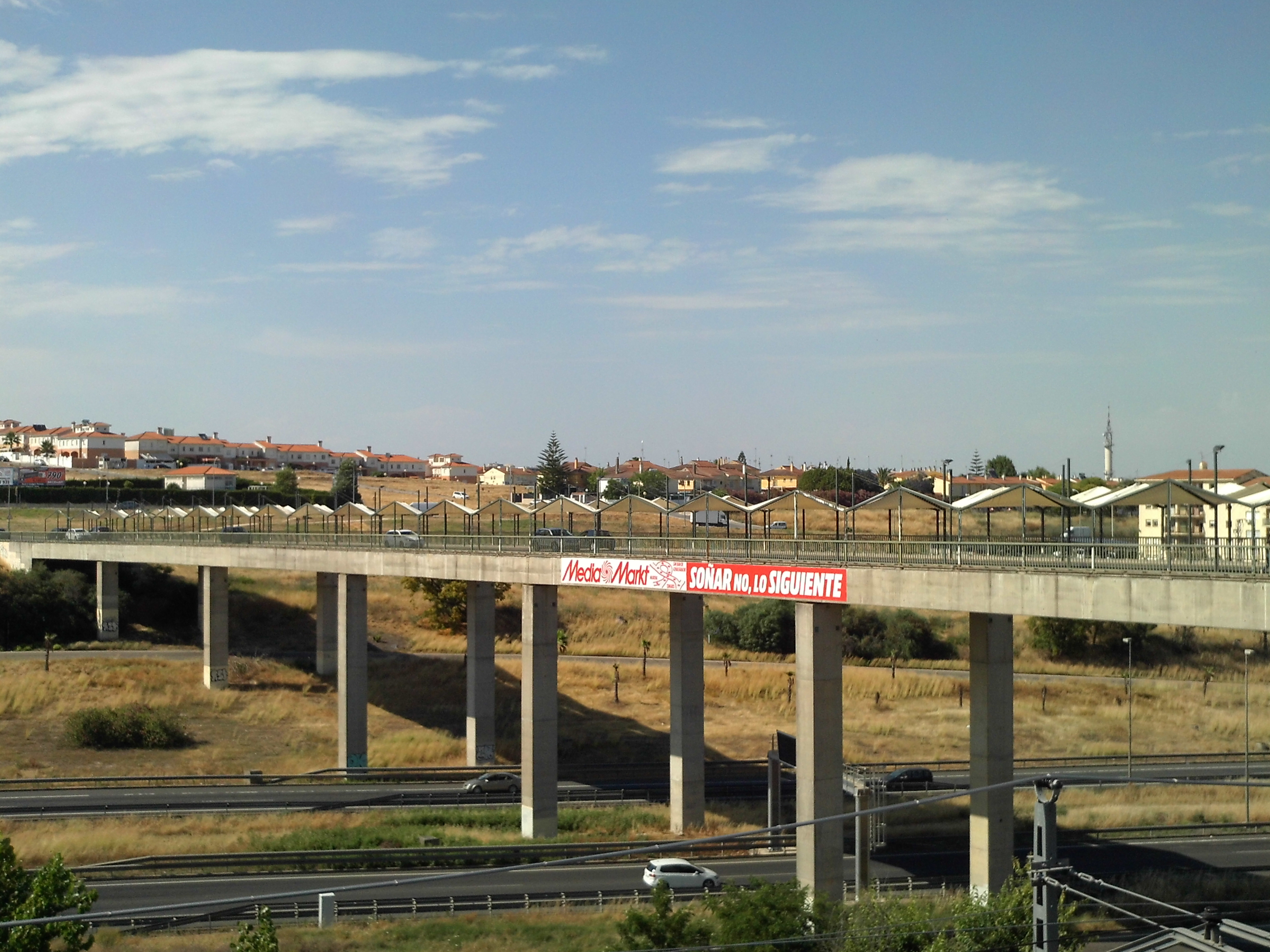
Puente sobre la autovía A-8057

La carretera A-8057 es una vía interurbana perteneciente a la Red Complementaria Metropolitana de Carreteras de la Junta de Andalucía, que une las localidades de San Juan de Aznalfarache y Mairena del Aljarafe, en la zona suroeste del área metropolitana de Sevilla. Posee características de autovía (calzadas independientes para cada sentido de circulación, dos carriles por sentido, limitación de accesos a propiedades colindantes, carriles de aceleración y deceleración, etc), pero no está señalizada como tal. La velocidad máxima en su tramo principal está limitada a 100 km/h.

## Datos de tráfico
La intensidad media diaria de tráfico superaba los 32.000 vehículos/día en 2011, con un porcentaje de vehículos pesados del 6%.
La velocidad media en la A-8057 está por debajo de los 60 km/h.

## Conexiones
El trazado de la A-8057 se inicia en la salida 0B de la A-8058, en las proximidades de San Juan de Aznalfarache, y finaliza en una rotonda en el cruce con la carretera A-8068, en las cercanías de Mairena del Aljarafe.